# موراورا
موراورا (به ایتالیایی: Muravera) یک کومونه در ایتالیا است که در استان کالیاری واقع شده‌است.

## خصوصیات
موراورا ۹۴٫۷ کیلومترمربع مساحت و ۵٬۱۵۵ نفر جمعیت دارد و ۹ متر بالاتر از سطح دریا واقع شده‌است.